# Amatori Hockey Lodi 1989-1990
Questa voce raccoglie le informazioni riguardanti l'Amatori Hockey Lodi nelle competizioni ufficiali della stagione 1989-1990.

## Maglie e sponsor
Lo sponsor ufficiale per la stagione 1989-1990 fu Faip.
| 1ª divisa |

## Organigramma societario
- Presidente: Mazzuccato

## Organico

### Giocatori
| N° | Naz.                 | Ruolo | Sportivo             |  |  |  |
| -- | -------------------- | ----- | -------------------- |  |  |  |
|    | Argentina (bandiera) | P     | Juan Lupiáñez        |  |  |  |
|    | Italia (bandiera)    | P     | Livio Parasuco       |  |  |  |
|    | Italia (bandiera)    | E     | Aldo Belli           |  |  |  |
|    | Italia (bandiera)    | E     | Roberto Citterio     |  |  |  |
|    | Italia (bandiera)    | E     | Pino Marzella        |  |  |  |
|    | Italia (bandiera)    | E     | Massimo Nava         |  |  |  |
|    | Argentina (bandiera) | E     | Mario Valentín Rubio |  |  |  |
|    | Italia (bandiera)    | E     | Silvano Paoli        |  |  |  |